# Mike Weston
Pour les articles homonymes, voir Weston.
Pas d'image ? Cliquez ici

b Matchs officiels uniquement.
 Michael Philip Weston, né le 21 août 1938 à Durham (Angleterre) et mort le 24 décembre 2023, est un joueur de rugby à XV évoluant au poste de trois quart centre. Comptant 29 sélections avec  l'équipe d'Angleterre entre 1960 et 1968, Il est cinq fois capitaine de celle-ci. Il participe également à deux tournées avec les Lions britanniques et irlandais, en 1962 et 1966, disputant six tests.

## Statistiques en équipe nationale
Mike Weston dispute 29 tests avec l'équipe d'Angleterre, entre 
le 16 janvier 1960, à l’occasion d’un match contre l'équipe du pays de Galles, et le dernier contre l'équipe d'Écosse, le 16 mars 1968. Il inscrit six points. Il est désigné capitaine de l'équipe à cinq reprises.
Il participe à huit éditions du  Tournoi des Cinq Nations, en 1960, 1961, 1962, 1963, 1964, 1965, 1966, 1968. Il dispute un total de 24 rencontres dans cette compétition où il inscrit les six points qu'il compte avec la sélection anglaise.

Mike Weston participe à deux tournées avec les Lions britanniques et irlandais, en 1962 et 1966. Lors de la première, en Afrique du Sud, il dispute il dispute quinze matchs, dont les quatre tests face aux Springboks, inscrivant cinq essais, sept pénalités, trois transformations et un drop, pour un total de 45 points. Lors de la seconde, en Australie, il dispute seize matchs dont deux tests face aux Wallabies, inscrivant trois essais, trois pénalités et deux drops, pour un total de 24 points. Sur l'ensemble des deux tournées, son bilan est de 31 matchs, dont six tests, et 69 points.